# マリア・デ・シルバ・イ・アルバレス・デ・トレド

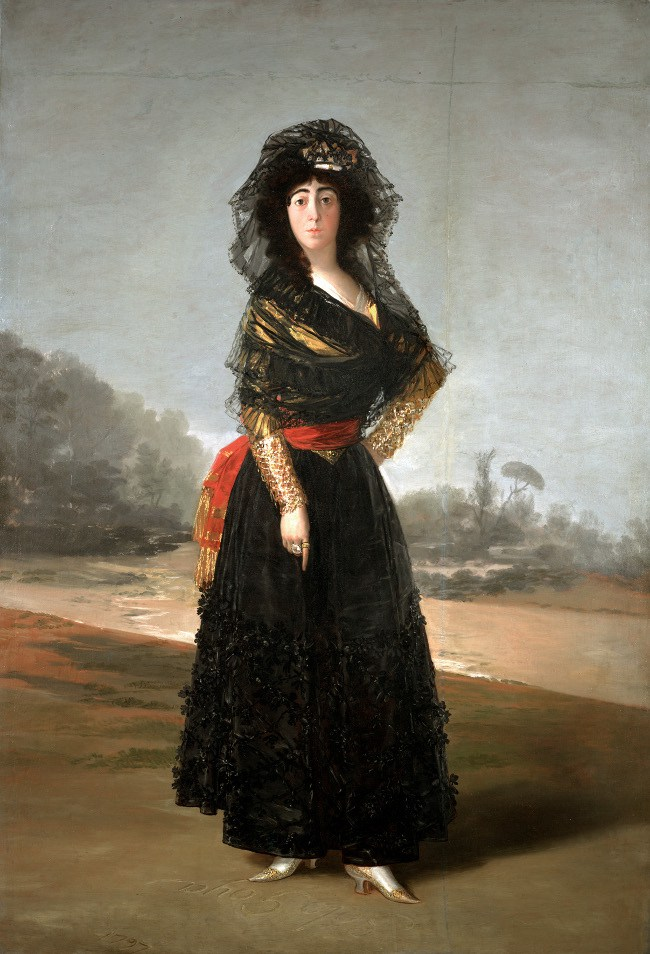
『黒衣の女公爵』（ゴヤ画）

全名マリーア・デル・ピラール・テレサ・カイエターナ・デ・シルバ・イ・アルバレス・デ・トレド （María del Pilar Teresa Cayetana de Silva y Álvarez de Toledo, 1762年6月10日 - 1802年7月23日）は、スペインの13代アルバ公爵夫人（Duquesa de Alba、この場合の公爵夫人とは、自身の権利としてアルバ公位の継承者であることを意味する。女公爵ともいう）。15代メディナ＝シドニア公ホセ・アルバレス・デ・トレド・イ・ゴンサガの妻。

## 生涯
10代ウエスカル公フランシスコ・デ・パウラ（12代アルバ公フェルナンドの子）と、マリーア・デル・ピラール（María del Pilar Ana de Silva Bazán y Sarmiento）の子。存命時はカイエターナと呼ばれていた。彼女の伝記は、事実に基づく資料と小説風のものとが混在している。
18世紀スペインの、美しく機知に富み知的、そして性的魅力ある女性であり、その自由な生活ぶりも知られていた。メディナ・シドニア公であったホセ・アルバレス・デ・トレド・イ・ゴンサガと結婚。夫とともに、画家フランシスコ・デ・ゴヤのパトロンとして有名で、ゴヤはアルバ公の館にアトリエを提供されていた。ゴヤによる謎めいた肖像画が残っており、現在に至るまで彼との私的な関係の推測が絶えない。また、時の宰相マヌエル・デ・ゴドイが所有していたという『マハ』の絵画も、公爵夫人の顔に似せて描いたと言われている。
彼女は子供と貧者に温かく接したが、同時に気まぐれな人物で浪費と虚飾にまみれ、マドリードの宮廷で目立った人物である、王妃マリア・ルイサ・デ・パルマ、オスナ公爵夫人との軽薄な競争を続けた。ある時、カイエターナとマリーア・ルイサは贅を凝らした衣装、パリで作られた高級衣装で相手を驚かそうと競争した。ある時、王妃の取り巻きが、アルバ公爵夫人が王妃のため創作されたドレスを真似したと中傷した。カイエターナは、相手を嘲笑するというだけの目的で、自分のメイドと同じ服を着て宮廷へ現れた。
カイエターナと王妃の対立は、王妃の寵愛を受けて政治的権力を持ったゴドイの関心を引くことに動機があったとされている。しかしゴドイは、1796年に未亡人となっていた公爵夫人と関係があったと推測されるのである。
カイエターナと夫には嫡子がなかったため（養女が一人いた）、アルバ公家の称号と資産は縁戚のリーリア公カルロス・ミゲル・フィッツ＝ハメス・ストゥアルト・イ・シルバが継承した。これ以降、アルバ公家はマドリードのリーリア邸に本拠地を移した。カイエタナとアルバ公家の先祖が暮らしたブエナビスタ邸は、現在スペイン陸軍の所有となっている。
高熱を発し、40歳で急死した。マリーア・ルイサが彼女の評判を妬んでゴドイに頼んで毒殺させたとの噂も立った。死後、所有していた不動産の一部が接収された。ブエナビスタ邸にアルバ公家は住めなくなり、邸宅のある一角は、ディエゴ・ベラスケス作の『鏡のヴィーナス』、コレッジョの描いた『キューピッドの教育』（現在ナショナル・ギャラリー・オブ・ロンドン所蔵）のように、ゴドイの所有となった。
1945年、アルバ公爵夫人の遺体が発掘された。推測されていた毒殺の痕跡は確認されなかった。遺体の脚が欠けていたのは、遺体を棺に納めるために両脚をのこぎりで切ったと言われてきたためである。